# Arthur Rankin
Pour les articles homonymes, voir Rankin.
Arthur Rankin, né le 30 août 1895 à New York, mort le 23 mars 1947 à Los Angeles, est un acteur américain.

## Biographie

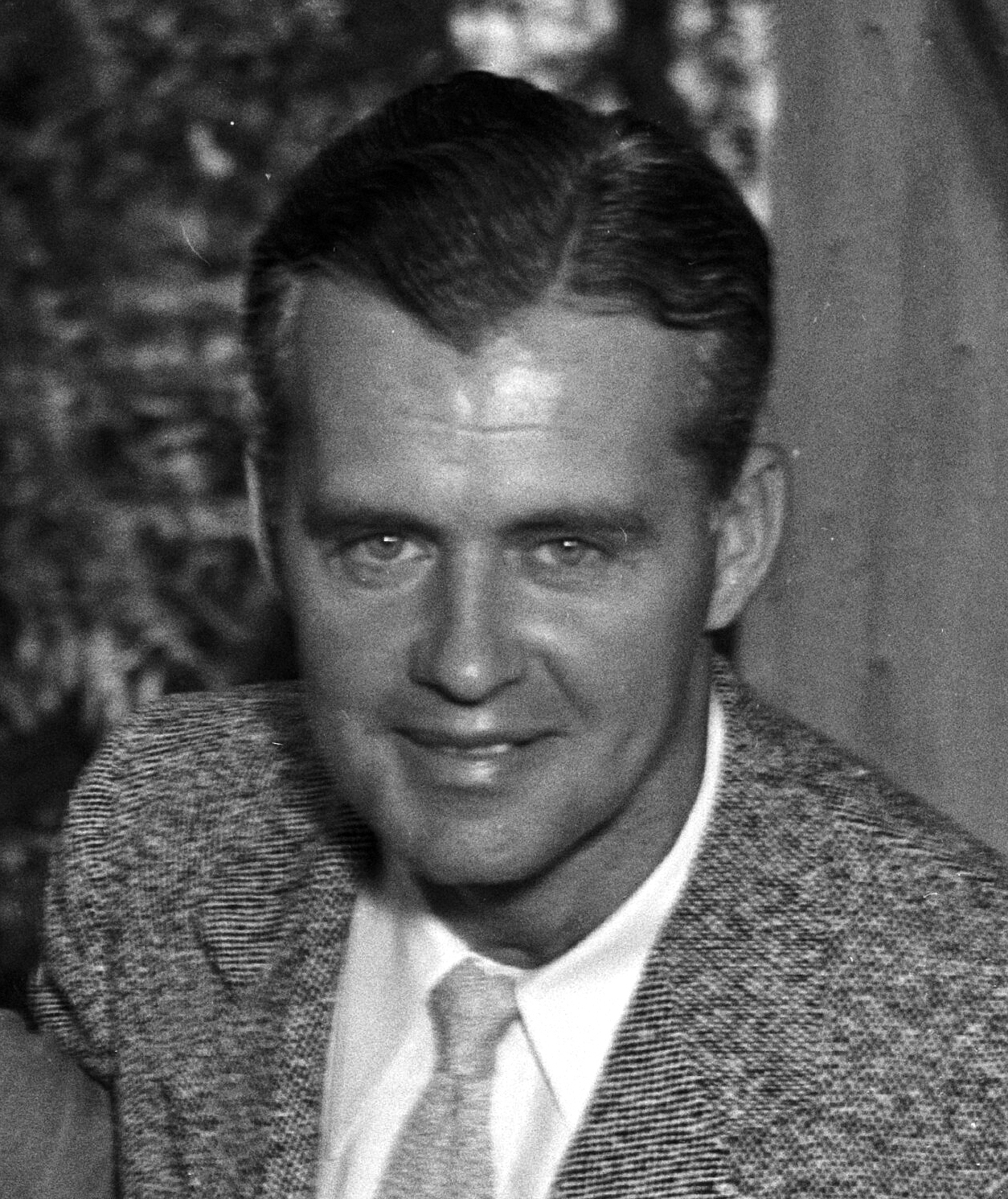
Arthur Rankin en 1935.

Arthur Rankin est né New York, il est le fils de l'actrice Phyllis Rankin (en) qui s'est ultérieurement mariée avec l'acteur Harry Davenport, qui a adopté Arthur. Il est le neveu de Mr. et Mrs. Sidney Drew. Rankin a servi dans les Marines pendant la Première Guerre mondiale et a été réformé pour raisons médicales en 1918. Il rejoint alors l'armée britannique. Pendant la Seconde Guerre mondiale, Rankin rejoint le corps des Marines. Rankin s'est marié avec Marian Mansfield et ils ont eu deux garçons, l'un d'entre eux étant l'animateur Arthur Rankin Jr. Il meurt le 22 mars 1947 d'une hémorragie cérébrale,.

## Filmographie partielle
- 1916 : Silas Marner (en)
- 1920 : The Truth About Husbands (en)
- 1921 : The Lure of Jade (en)
- 1922 : The Five Dollar Baby (en)
- 1922 : Favori du roi (en)
- 1922 : Little Miss Smiles
- 1923 : L'Appel de la vallée (The Call of the Canyon)
- 1924 : Vanity's Price (en)
- 1924 : Broken Laws (en)
- 1925 : The Fearless Lover (en)
- 1925 : Sun-Up
- 1925 : Tearing Through (en)
- 1926 : Le Cavalier des sables
- 1927 : The Woman Who Did Not Care (en)
- 1927 : Swope le cruel (The Blood Ship) de George B. Seitz
- 1928 : The Wife's Relations (en)
- 1928 : Ships of the Night (en)
- 1929 : Cabaret mexicain (Mexicali Rose) de Erle C. Kenton
- 1929 : The Fall of Eve de Frank R. Strayer
- 1932 : The Unwritten Law
- 1933 : Trailing North (en) de John P. McCarthy
- 1933 : The Thrill Hunter (en) de George B. Seitz
- 1935 : The Public Menace (en)
- 1936 : Two-Fisted Gentleman (en)
- 1937 : Midnight Taxi (en)
- 1938 : Monsieur Tout-le-monde (Thanks for Everything)
- 1939 : Quick Millions
- 1939 : Le Père prodigue (Here I Am a Stranger)